# Lena Kvarnström
Lena Elisabeth Kvarnström, född 9 mars 1943 i Johannebergs församling i Göteborg, är en svensk formgivare.
Lena Kvarnström är modedesigner och utbildningsansvarig lektor i mode på Beckmans designhögskola i Stockholm. Hon har också egen ateljé i Stockholm. Hon var veckans gäst i radioprogrammet Stil den 20 mars 2009.
Kvarnström är dotter till arkitekten, professor Lennart Kvarnström och förskolläraren och konstnären Ingegärd, ogift Wahlström, syster till Gunilla Kvarnström och dotterdotter till göteborgskonstnären Filip Wahlström.